# Ali Sadpara
Muhammad Ali Sadpara, nacido en Sadpara, Pakistán en 1972, fue un alpinista pakistaní.

## Trayectoria
Comenzó su relación con la alta montaña en el año 2000 trabajando como porteador para expediciones extranjeras en su país. No tardó en destacar haciendo trabajos en la sombra y casi sin hacer ruido conquistó, excepto el K2, todos los ochomiles de Pakistán. Gasherbrum I, Gasherbrum II, Broad Peak y Nanga Parbat.
Saltó a la palestra en el año 2016 tras ser el primer ser humano en llegar la cima del Nanga Parbat durante la temporada invernal, acompañado por Alex Txikon y Simone Moro. El vasco Alex Txikon, líder oficial de la expedición, reconoce a Sadpara como el líder natural de la misma e incluso algunos alpinistas internacionales lo califican como el único responsable del éxito de la expedición restándole méritos a Moro y Txikon.
En 2021, junto a su hijo Sajid, el chileno Juan Pablo Mohr y el islandés John Snorri Sigurjonsson intentaron escalar el K2 en temporada invernal. Sajid se vio obligado a regresar desde la zona denominada «cuello de botella» del K2 debido a un mal funcionamiento de su regulador de oxígeno. El viernes 5 de febrero, cuando el trío se aprestaba a conquistar la cumbre, se perdió el contacto con sus dispositivos GPS, presumiblemente congelados por el frío extremo en la zona. El sábado 6 se reportaron desaparecidos y se inició la búsqueda con ayuda de helicópteros del ejército pakistaní que alcanzaron a subir unos 7 mil metros, pero por las adversas condiciones climáticas debieron suspender el rescate sin avistar a Sadpara y sus compañeros. Finalmente, el 18 de febrero el gobierno de Pakistán declaró como fallecidos a Sadpara y los otros dos montañistas desaparecidos en el K2. «Hemos llegado a la conclusión de que los escaladores ya no están en este mundo», sostuvo el ministro de Turismo, Raja Nasir Ali Khan quien explicó que la decisión de darlos como fallecidos fue tomada por el Gobierno, el ejército y las familias de los montañistas, tras casi dos semanas de búsqueda en medio de malas condiciones climáticas.

### Rescate
El año 2021, Hugo Ayaviri tras haber hecho cumbre en el K2, en el descenso a una altura 8,300 m s. n. m. se encontró con Sajid Sadpara, quien estaba intentando rescatar el cuerpo de su padre, que un año antes en su intento se escalar al K2 en temporada invernal, había fallecido junto a dos montañistas, el chileno Juan Pablo Mohr y el islandés John Snorri Sigurjonsson; los cuerpos de los fallecidos estaban colgados de la cuerda, Hugo como guía de montaña y rescatista bajo el cuerpo de esa gran pared, un hito en el rescate a una altitud de 8300 m s. n. m. y junto a Sajid enterraron a Ali Sadpara cerca del campamento C4. Por este rescate Hugo Ayaviri, fue nombrado Héroe Nacional en Pakistán, así también recibió un reconocimiento especial por el ejército pakistaní.